# Grand Hotel Pittner

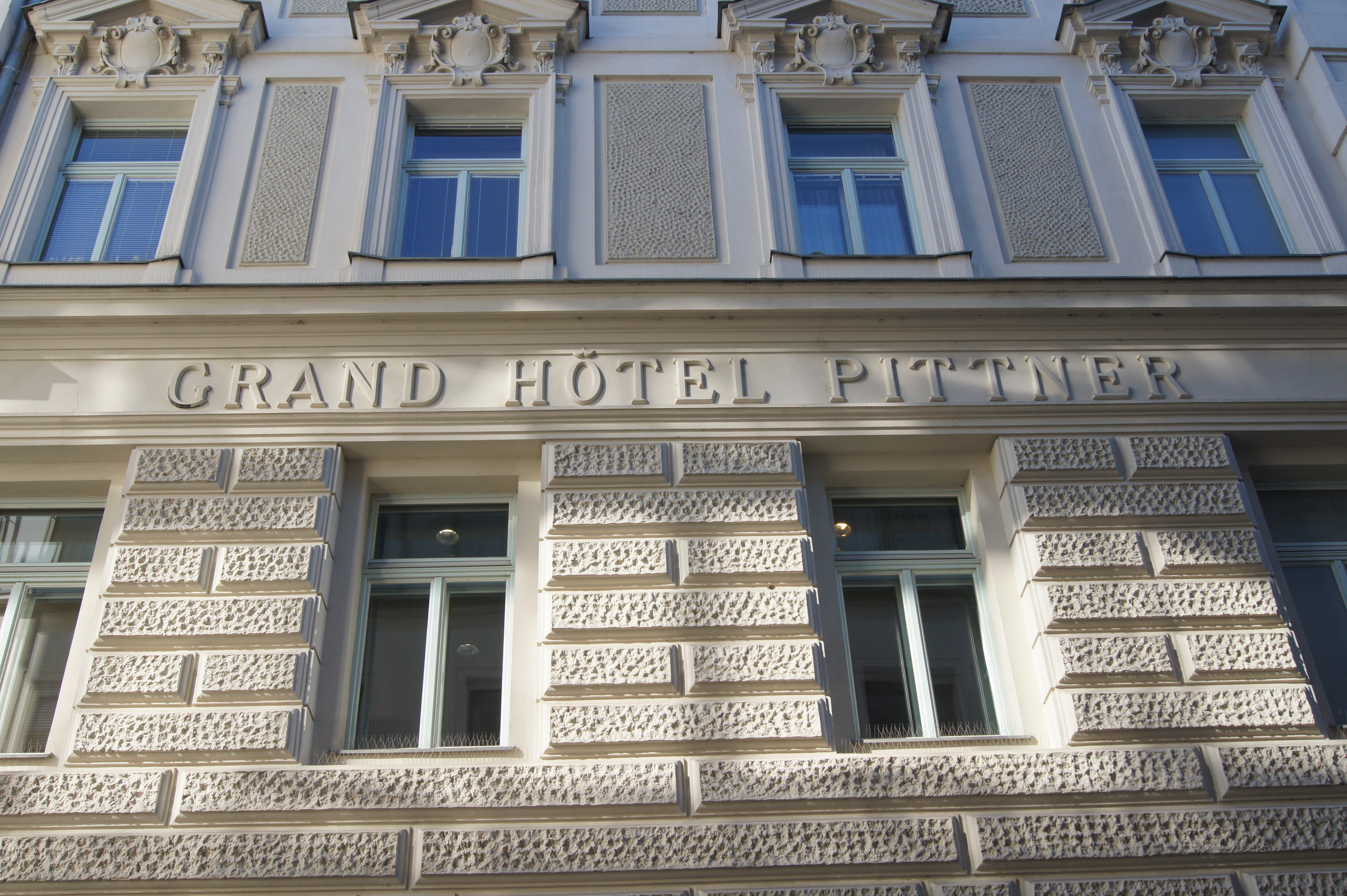
Fassadendetail des 1899er-Baus

Das Grand Hotel Pittner (auch Hotel zum rothen Krebs) war ein Grand Hotel in St. Pölten. Das aus einem seit dem 17. Jahrhundert bestehenden Gasthaus und ab 1896 unter Franz Pittner in seiner späteren Form errichtete Luxushotel bestand bis 1984. Heute beherbergt der Komplex neben Geschäftslokalen hauptsächlich ein Ärztezentrum.

## Geschichte

Lageplan und Bauentwicklung

Werbeanzeige von 1908

An Stelle des heutigen Stammhauses an der Ecke Kremsergasse und Klostergasse lässt sich seit zumindest 1367 eine Bebauung nachweisen, der Gasthof „zum rothen Krebs“ wurde 1674 erstmals urkundlich erwähnt. Auch ein Großteil der heute in den Gebäudekomplex integrierten Grundstücke waren 1367 bereits bebaut.
Franz Pittner sen. erwarb den Gasthof „zum rothen Krebs“ 1837, kurz danach ließ er das Haus neu fassadieren. Pittner erwarb in den folgenden Jahren den gesamten Häuserblock: 1854 kaufte er das Haus Ecke Kremsergasse/Stiftgasse, ab 1869 folgten sukzessive die Gebäude zwischen Klostergasse und Stiftgasse an der Grenzgasse.
Sein Sohn Franz Pittner übernahm das Haus von seinem Vater und plante ab 1896 den Umbau des einfachen Hotels zu einem Grand Hôtel nach dem Vorbild großer New Yorker Häuser. Da ein Umbau des Stammhauses aufgrund eines neuen Bebauungsplanes nicht möglich war, ließ er sein Neubauprojekt auf der von der Kremsergasse abgewandten Seite an der Ecke Klostergasse/Grenzgasse errichten. 1907/1908 wurde der Neubaukomplex nach Süden und Westen erweitert, dabei wurde ein Teil der Stiftgasse verbaut. Eine Vollendung des Baus in der Kremsergasse, für die bereits eine Baubewilligung vorlag, scheiterte am Ausbruch des Ersten Weltkrieges.
Der Innenraum war im Zuge der Umbaumaßnahmen immer wieder angepasst worden. So ließ Pittner 1891 in den Altbestand den „Kaisersaal“, einen prunkvoll gestalteten Festsaal, einbauen. Danach wurde der Kaisersaal zum Kino umgebaut, das ab April 1914 in Betrieb war. Auch wurde im Grand Hotel die „erste Radio-Empfangstation“ in St. Pölten errichtet, 1924 wurden die ersten Musikvorführungen aus Wien vorgespielt. Am 14. März 1938, einen Tag vor seiner Rede am Heldenplatz, besuchte Adolf Hitler St. Pölten und aß mit Heinrich Himmler, Wilhelm Keitel und Martin Bormann im Hotel Pittner zu Mittag.
Das Hotel wurde Ende April 1984 geschlossen und 1995 bis 1997 zum Ärztezentrum umgestaltet. Für den Umbau war das Architekturbüro Dipl.-Ing. Wolfgang Pfoser ZT GmbH verantwortlich, das auch das mit einer Brücke verbundene Ärztezentrum in der Klostergasse, sowie die Sanierung und Erweiterung der Mary-Ward-Privatgymnasium in der Schneckgasse plante.

### Stadtkino Pittner
Das Stadtkino Pittner war das erste fixe Kino in St. Pölten, es entstand durch Umbau des Kaisersaales. Das Kino eröffnete am 12. April 1914 mit einer Vorführung des Filmes Die Tochter des Leuchtturmwärters und bot 612 Zuschauern Platz.
1962 wurde der ehemalige Kinosaal in Geschäftsräume umgestaltet, das Kino wurde allerdings weiter betrieben. 1964 betrieb das Kino einen Philips DP70-Projektor, der später an das Forum-Kino weitergegeben wurde.

Der Kaisersaal um 1900
Der Kinosaal kurz nach der Eröffnung 1914

## Baubeschreibung

### Stammhaus
Am Standort des Gebäudes Ecke Kremser Gasse/Klostergasse ist eine Bebauung erstmals 1367 nachgewiesen. Das heutige Bauwerk geht im Kern auf das 1674 erstmals erwähnte Gasthaus zurück. 1837 erfolgte im Zuge des Kaufes durch Franz Pittner eine Neufassadierung des Gebäudes, 1870 ließ Pittner eine Attikamauer errichten. 1886 wurde das Gebäude unter Aufsicht von Johann Wohlmeyer neu fassadiert, dabei entstanden die später entfernten Fresken zur Geschichte der Stadt St. Pölten an der Nordseite.
Das zweigeschoßige Gebäude wurde im Erdgeschoß durch Einbau einer Passage grundlegend verändert. Heute befindet sich im Erdgeschoß ein Geschäftslokal, das Obergeschoß dient Wohnzwecken.

Das Stammhaus zwischen 1886 und 1896
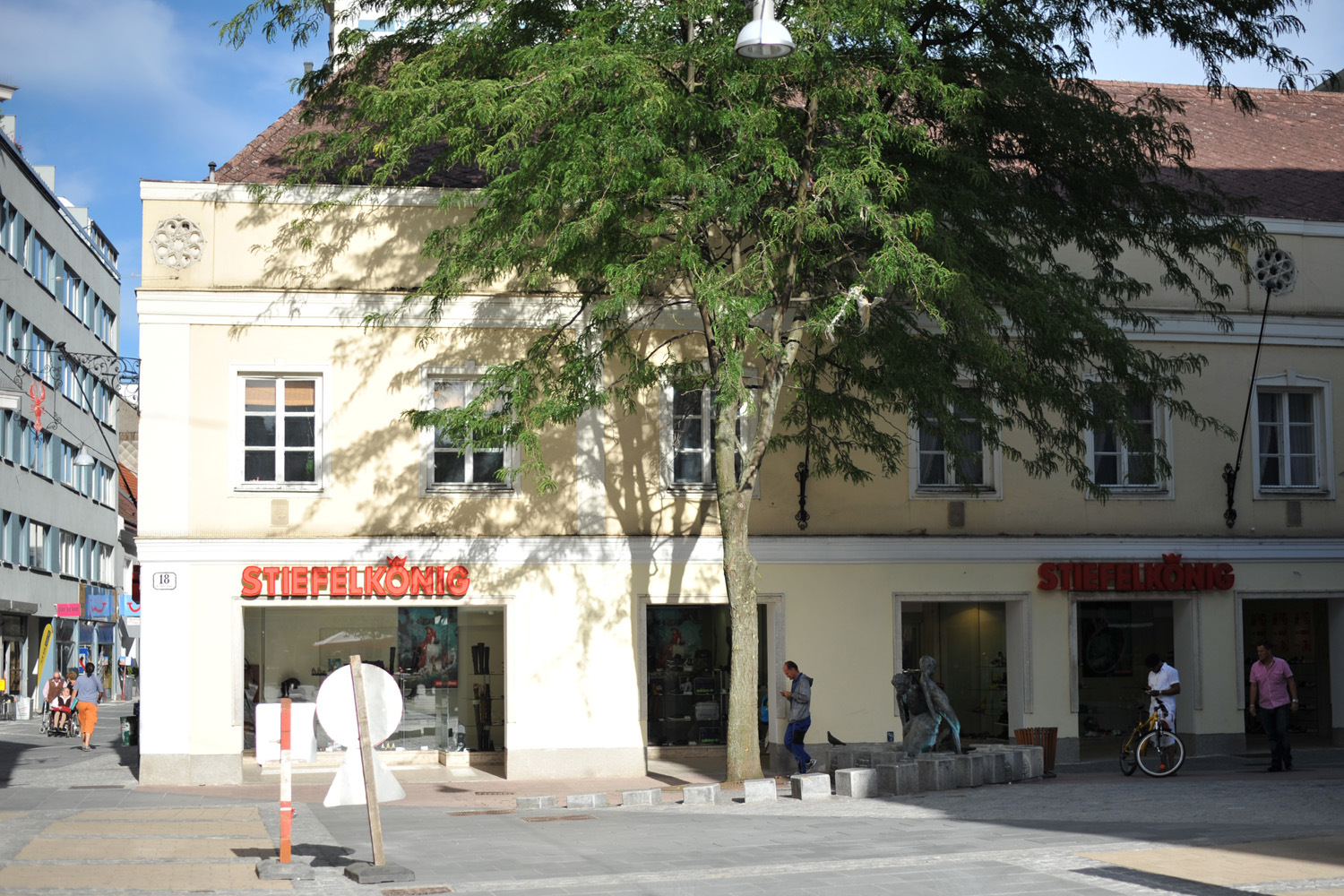
Das Stammhaus Ecke Klostergasse / Kremsergasse

### Neubau ab 1896
Der Neubau wurde zwischen 1896 und 1913 in drei Bauetappen umgesetzt, das Konzept gestaltete Richard Frauenfeld, Architekt war Johann Zeilinger. Der fünfgeschoßige Bau auf U-förmigem Grundriss im Gründerzeit-Stil ist gegen die Klostergasse mit 14, gegen die Grenzgasse mit 15 sowie gegen die Stiftgasse mit 5 Achsen gegliedert.

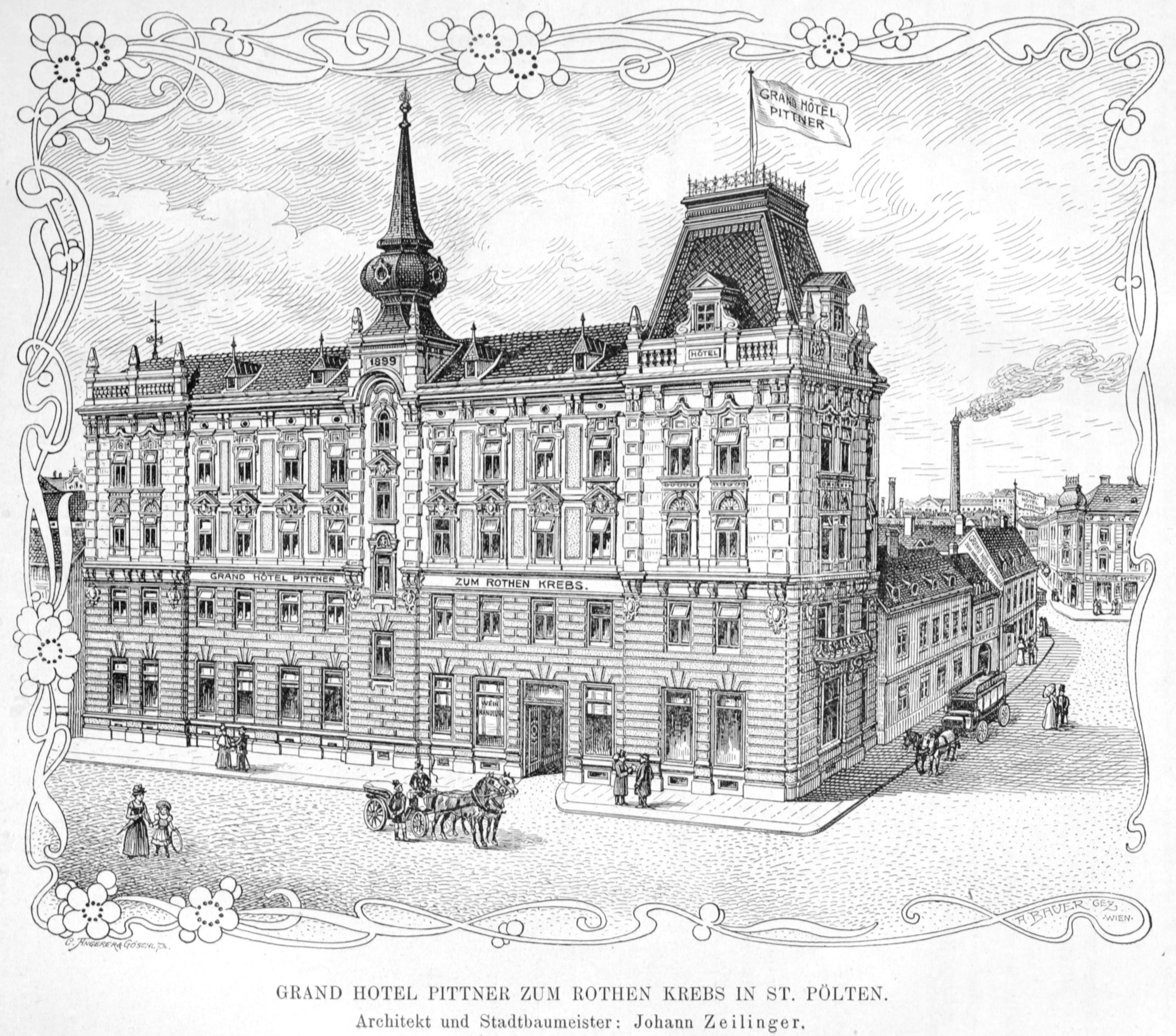
Um 1900, nur der Trakt an der Grenzgasse fertiggestellt
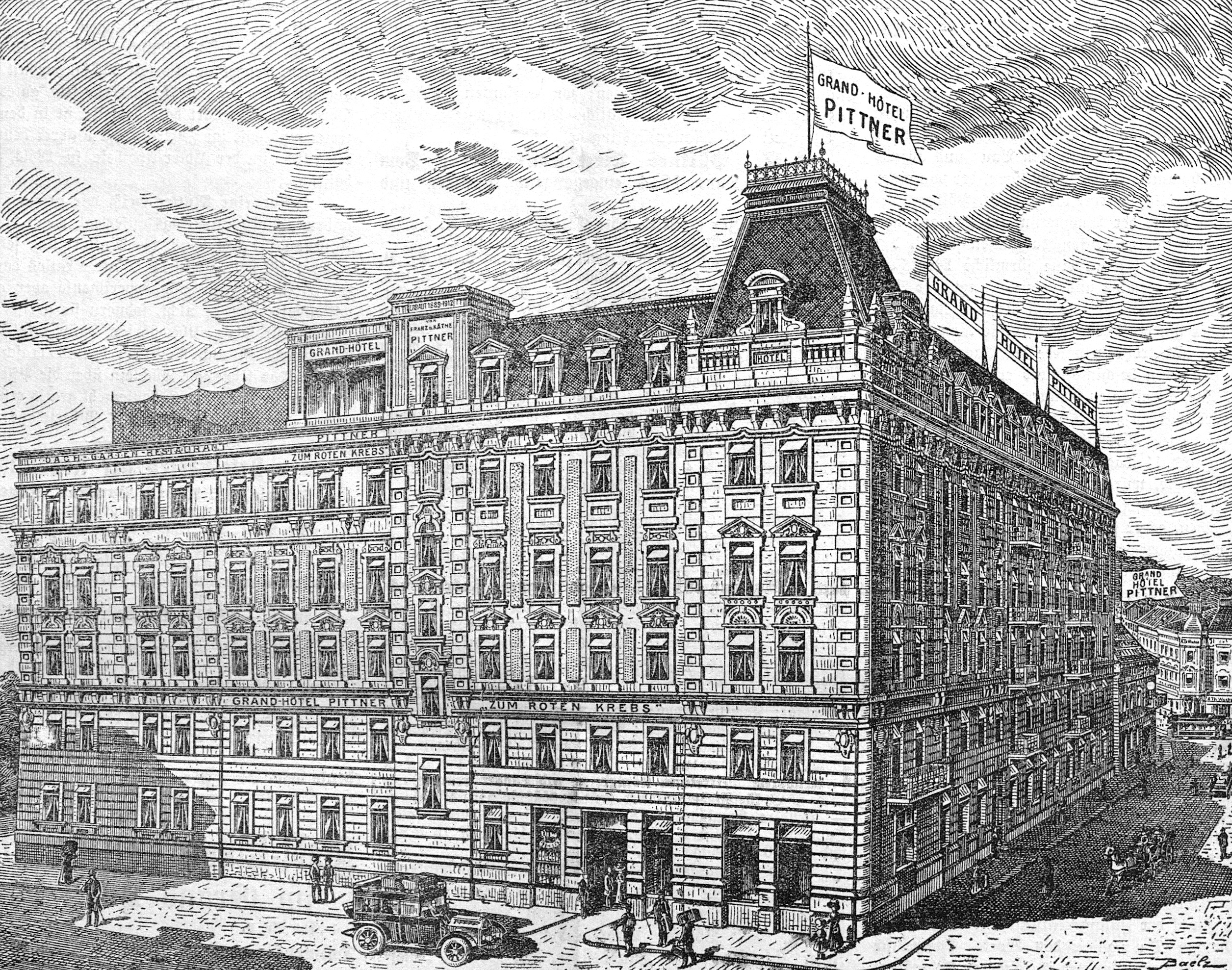
Um 1914
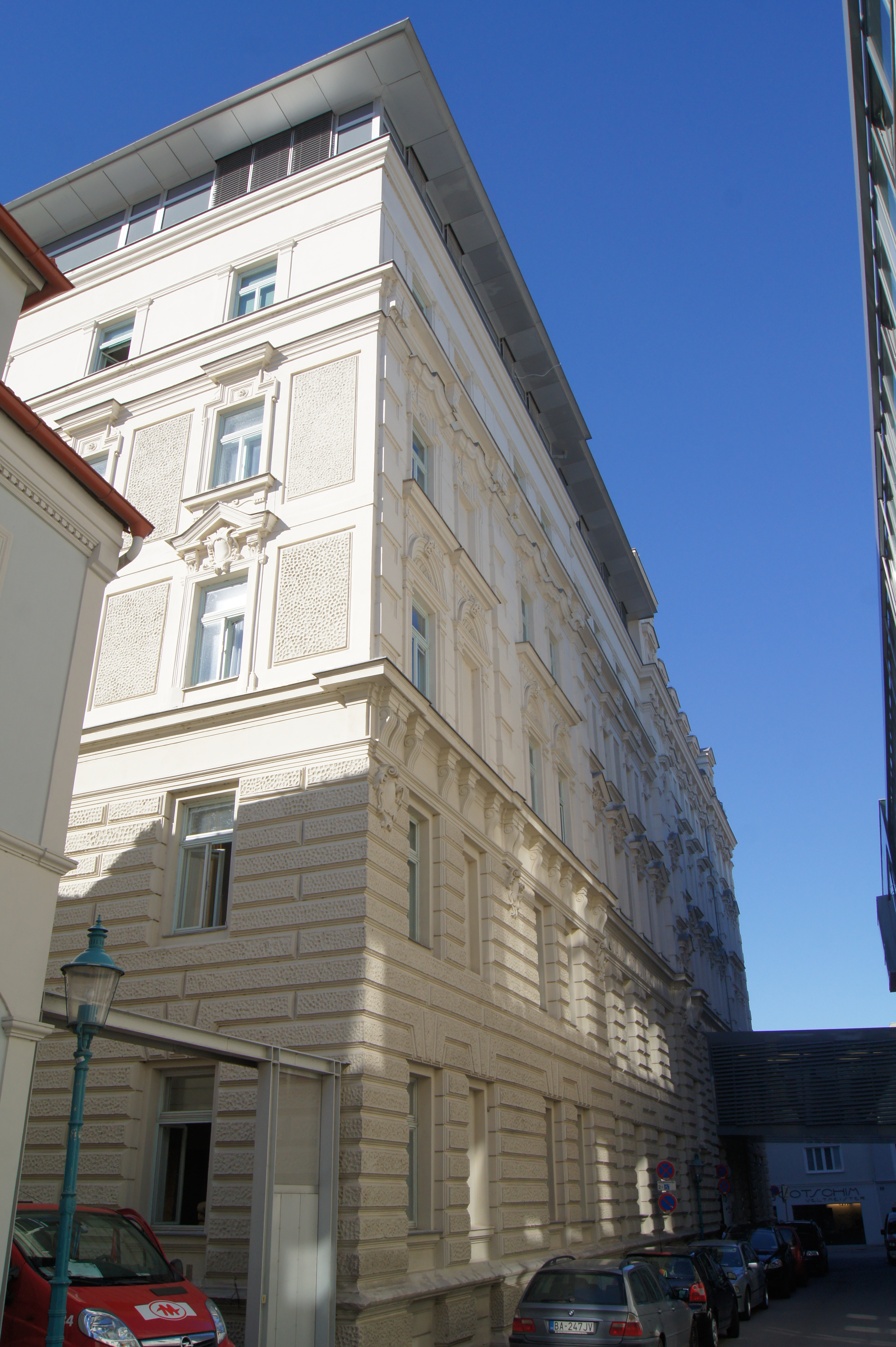
Grenzgasse
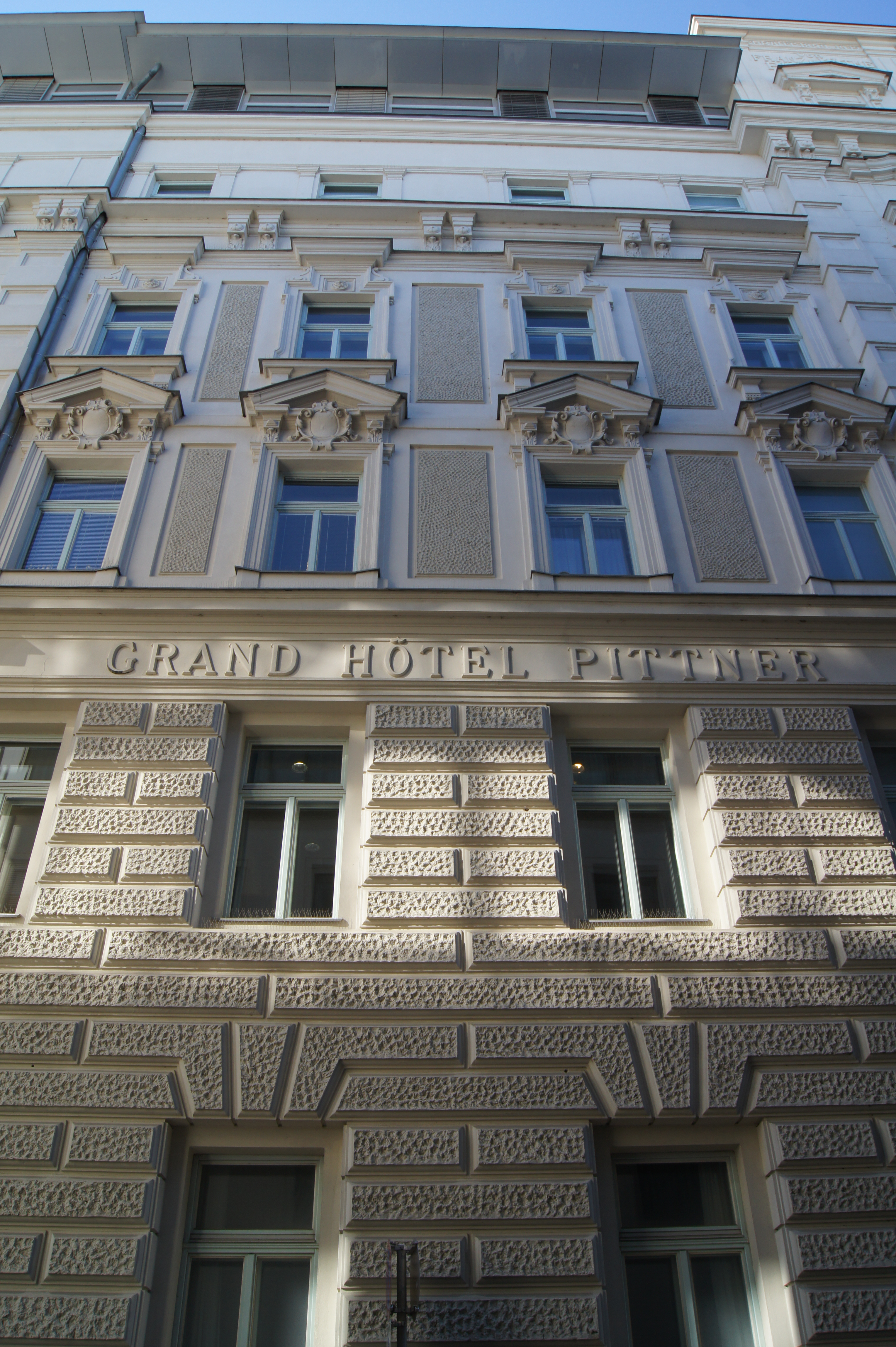
Fassadendetail Grenzgasse